# Maria trong nghệ thuật

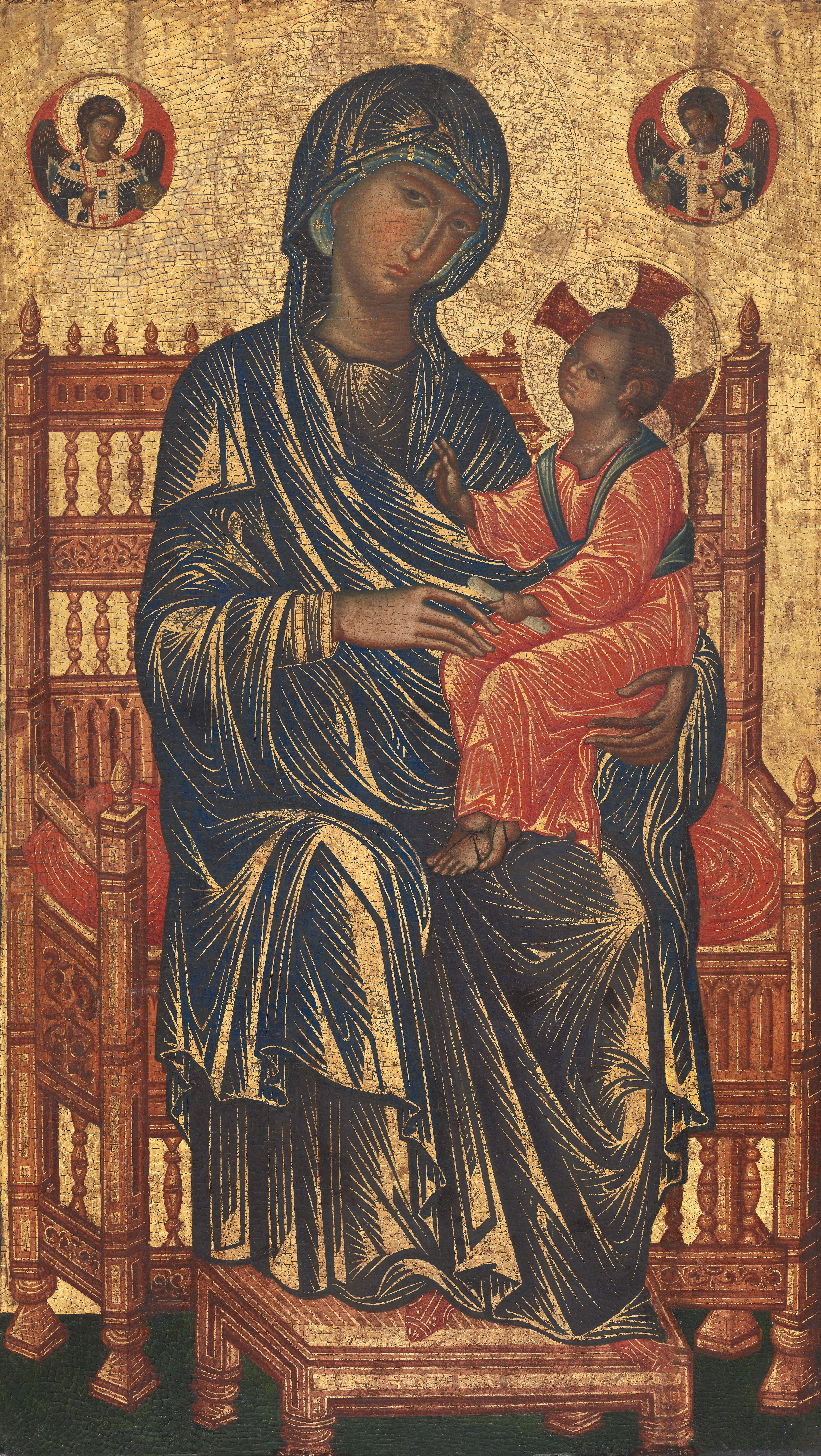
Madonna với con trẻ vào thế kỷ XIII.

Đức Maria trong nghệ thuật miêu tả về Đức Maria một mình hoặc cùng với con là Chúa Giêsu. Những hình ảnh này là trung tâm biểu tượng cho cả Công giáo và Chính Thống giáo. Từ Madonna xuất phát từ cổ ngữ Ý ma donna (nghĩa là: Mẹ của tôi). Không có một hình ảnh nghệ thuật Kitô giáo lại phổ biến rộng rãi như hình ảnh của Madonna và con là Chúa Giêsu.
Trong khi Maria có thể được gọi là "Madonna" trong một ngữ cảnh khác, trong nghệ thuật từ Madonna được sử dụng đặc biệt để chỉ một tác phẩm nghệ thuật mà Đức Maria là trung tâm, có hoặc không có con trẻ Giêsu. Mẹ Maria và Chúa Giêsu có thể được bao quanh bởi các thiên thần hoặc các thánh.
Hình ảnh sớm nhất về Đức Maria xuất hiện ngày từ thời Giáo hội Kitô giáo sơ khai và được tìm thấy trong các hang toại đạo ở Rôma. Hình tượng của Đức Maria trở nên phổ biến hơn sau khi được công bố là "Đấng cưu mang Thiên Chúa" (Theotokos) tại Công đồng Êphêsô năm 431. Trong hơn một ngàn năm, qua các thời kỳ Byzantine, Trung cổ và Phục hưng Madonna là hình tượng nghệ thuật được sáng tác nhiều nhất. Nhiều hình ảnh về Madonna, trong cả hội họa và điêu khắc, đã đạt được danh tiếng và trở thành biểu tượng của sự tôn kính tôn giáo. Nhiều người trong số đó là các họa sĩ và điêu khắc gia nổi tiếng nhất trong lịch sử nghệ thuật. Những nghệ sĩ này bao gồm Duccio, Leonardo da Vinci, Michelangelo, Raphael, Giovanni Bellini, Caravaggio, Rubens, Salvador Dalí và Henry Moore.

## Hình ảnh ban đầu
Hình ảnh xưa nhất về Maria mà ngày nay vẫn còn chính là bức tranh ở trong khu mộ của Priscilla, đường Salaria (Rôma). Bức bích họa này đã có từ đầu thế kỷ thứ II hoặc từ cuối thế kỷ thứ nhất, trình bày Đức Maria ngồi ẵm trẻ Giêsu, bên cạnh ngài có ai đó như một vị ngôn sứ, một tay cầm cuốn sách, một tay chỉ vào ngôi sao trên đầu Đức Maria.
Ba bức tranh khác cũng vẽ Đức Maria nằm trong cùng khu mộ Priscilla có niên đại khoảng từ thế kỷ thứ II đến thế kỷ thứ III: một bức ở trên mộ của một trinh nữ Kitô giáo vẽ Đức Maria ẵm Chúa Hài đồng. Bức hình này trình bày Đức Maria như tiêu biểu và khuôn mẫu của sự đồng trinh. Một bức khác vẽ hoạt cảnh các đạo sĩ đến viếng thăm Bêlem; bức còn lại nằm trong số các tranh Truyền tin ít được biết đến hơn. Các hình ảnh tương tự khác có niên đại từ trước thế kỷ thứ V xuất hiện ở trong khu mộ Domitilla, Callistô, mộ của ba thánh Phêrô, Marcellô và thánh Anrê. Trong đó có bức có hình các mẫu tự của chữ Kitô chồng lên nhau ở cả hai mặt của bức tranh; những chữ đó được vẽ quay về phía Chúa hài đồng.
Tranh vẽ và tượng Đức Maria thời kỳ đầu tiên của Kitô giáo thường mô tả quan hệ của Đức Maria với Chúa Giêsu trong tư cách là một trinh nữ và là mẹ của người. Những quan hệ ấy thường được nói đến trong tin mừng qua nhiều hoạt cảnh từ hoạt cảnh truyền tin đến hoạt cảnh Đức Kitô bị đóng đinh hay được mai táng.

## Trong nghệ thuật Byzantine và phương Tây

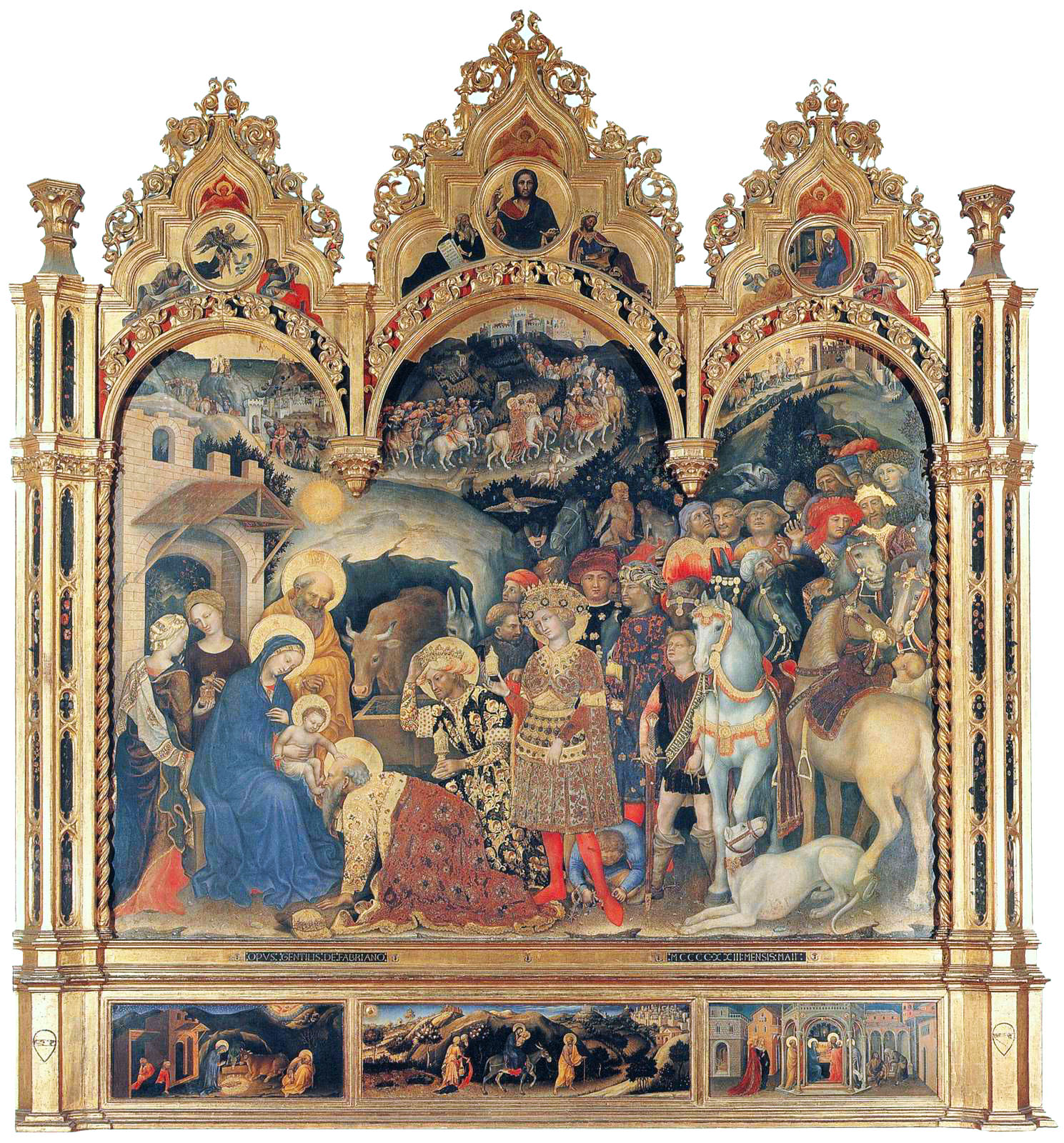
Sự chiêm bái của các vị vua (Adorazione dei Magi). Tranh vẽ của họa sĩ Ý Gentile da Fabriano vào khoảng năm 1423. Hiện vật đang được trưng bày tại Uffizi Gallery, Firenze, Ý

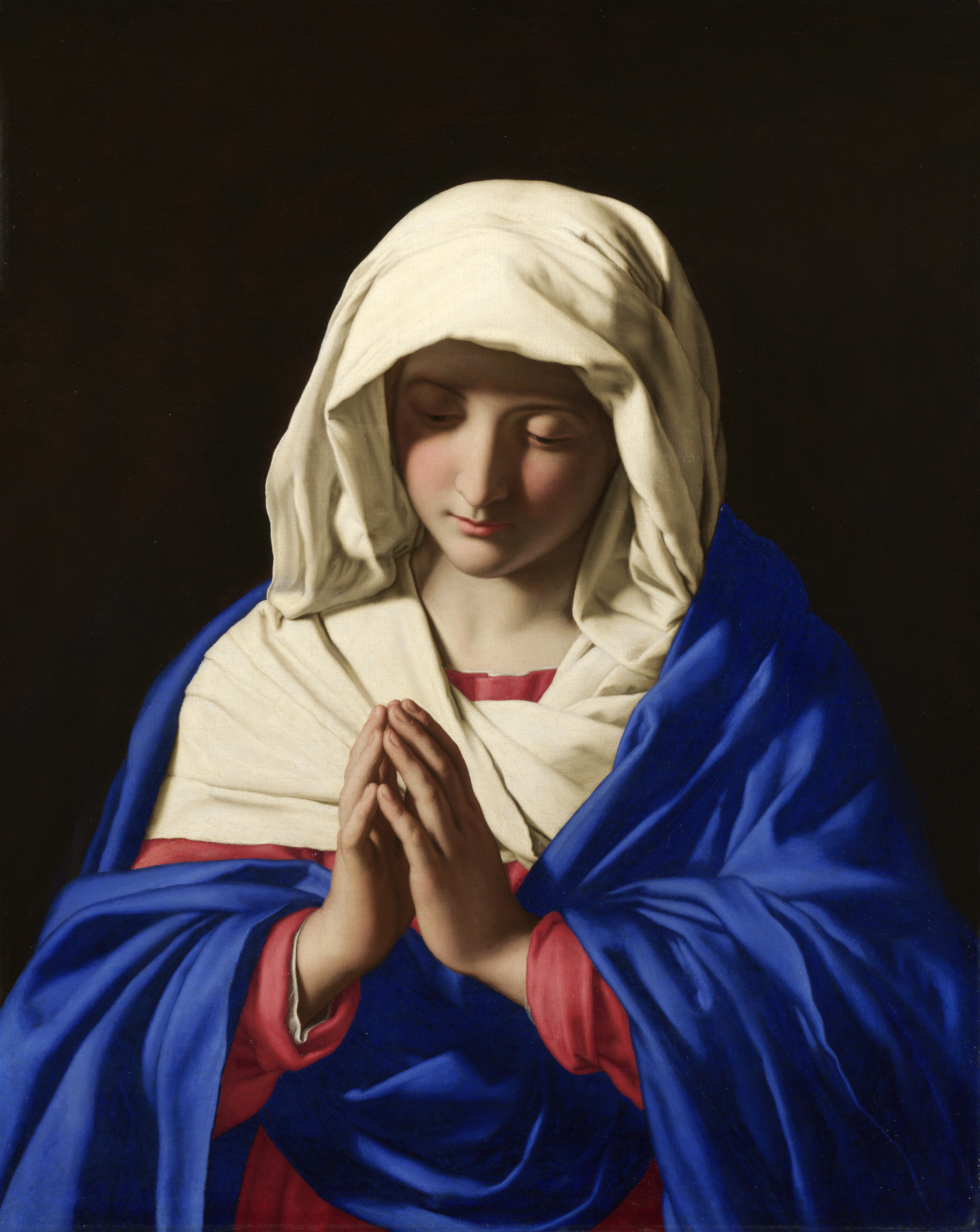
Đức Trinh nữ cầu nguyện (Jungfrun i bön). Tranh vẽ của họa sĩ Ý Giovanni Battista Salvi da Sassoferrato vào thế kỷ XVII. Hiện vật đang được trưng bày tại National Gallery, Luân Đôn.

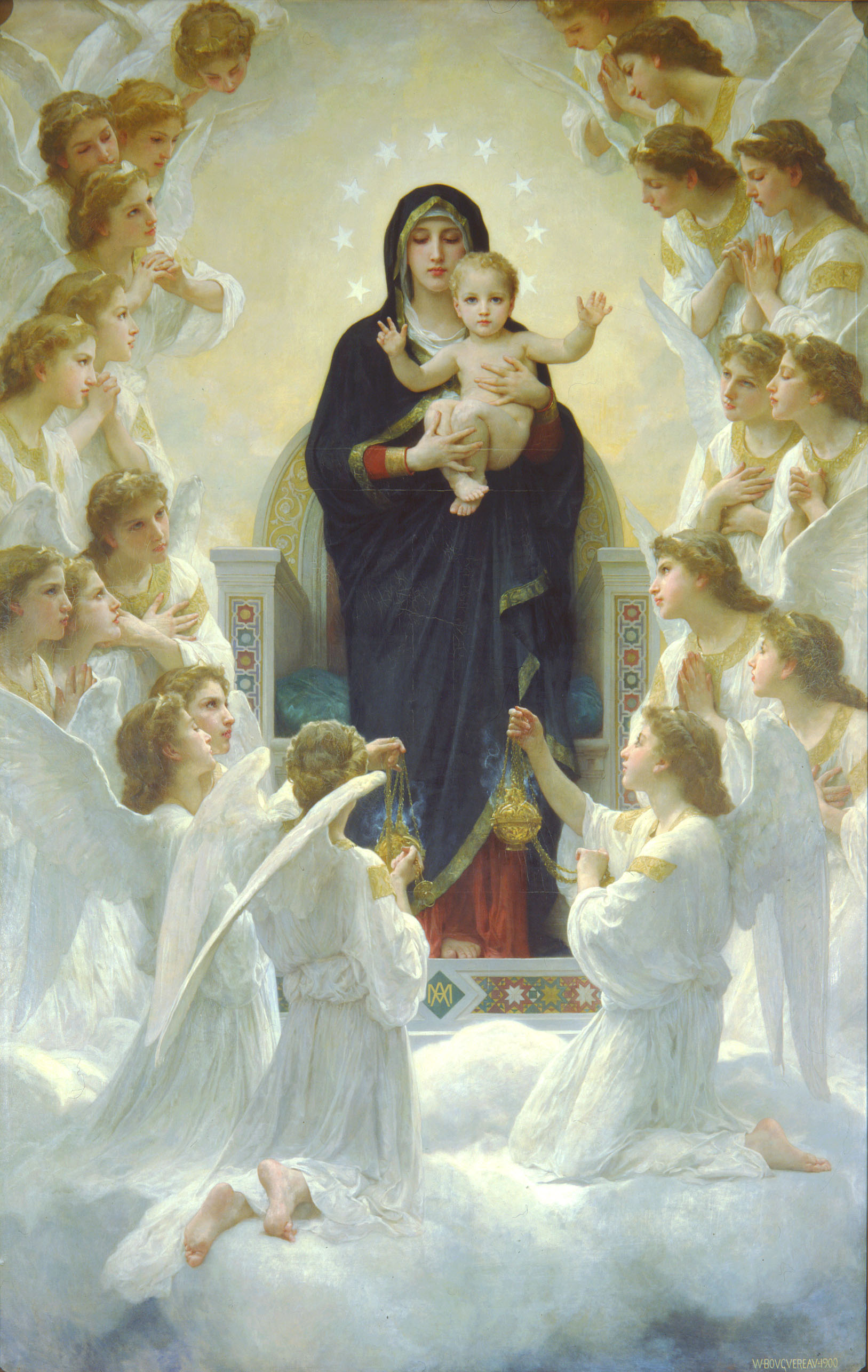
Regina angelorum (Nữ vương các thiên thần), tranh vẽ của William-Adolphe Bouguereau năm 1900

Việc công đồng Êphêsô (431) định tín Đức Maria là Mẹ thiên chúa chống lại Nestoriô đã dẫn đến một hình ảnh mới của Đức Maria trong nghệ thuật.Ban đầu nó xuất hiện ở Đông phương sau đó lan sang Ý, Tây Ban Nha và xứ Gaul. Thay vì được trình bày theo những hoạt cảnh được mô tả trong tin mừng, Đức Maria thường được miêu tả như nữ hoàng thiên quốc, cao sang trong y phục dát vàng ngồi uy nghi trên ngai.
Maria trong nghệ thuật Byzantin được nghệ thuật Rôma tiếp thu nhưng thay vì vẽ Đức Maria trong tư thế cầu nguyện với hai tay giơ lên cao, các họa sĩ và điêu khắc gia Tây Phương thường hay trình bày Đức Maria như "Tòa đấng khôn ngoan". Đây không phải là cách diễn tả những tín lý mới về Đức Maria. Các nghệ sĩ Tây phương đã bỏ những đường nét Á châu lạnh lùng để trình bày hình ảnh Đức Maria một cách dịu dàng hơn, có tính con người hơn.
Từ giữa thế kỷ XII, số lượng các thánh tượng về chủ đề "Truyền tin" xuất hiện ngày càng nhiều. Tác phẩm được biết đến nhiều nhất về chủ đề "truyền tin", chính là tác phẩm của Simone Martini (1284-1344) vẽ năm 1333 cho một bàn thờ trong Đại giáo đường thành Siena, ở Florence, Uffizi. Đây được xem là một trong những tác phẩm tiêu biểu của nghệ thuật Gothic về chủ đề này. Nhiều tác giả cho rằng, tác phẩm này là sự kế các chuẩn mực của nghệ thuật Byzantine nhưng đã có sự sáng tạo ở sự uyển chuyển tinh tế của hình dáng và đường nét các nhân vật.
Suốt thời Trung cổ, hầu như không có bức họa thể hiện chủ đề "Chúa Giáng sinh" nào còn lại. Chỉ từ thế kỷ XIV, chủ đề "Chúa Giáng sinh" mới quay trở lại trong hội họa. Tác phẩm "Các đạo sĩ đến thờ lạy" sáng tác năm 1423, của Gentile da Fabriano (1370 - 1427). Câu chuyện trong tranh với hình thức lộng lẫy, sang trọng và nghiêm trang... đã toát lên thông điệp: "Thiên Chúa là vua của các vua!". Không thể thiếu được bên cạnh hình ảnh Chúa Hài Đồng là Đức Maria, mẹ Ngài.

## Thời Phục hưng
Đến thời kỳ Phục Hưng, chủ đề "Đức Mẹ và Chúa Hài Đồng" được khai thác đặc biệt nhờ những tên tuổi lớn như Fra Angelico, Leonardo da Vinci, Raphael, Lippi, Botticelli, Correggio, Dolci, Perugino, Titian và Verrocchio ở Ý; Van Eyck, Memling và Rubens ở Flanders; hay như Holbein Trẻ và Durer ở Đức. Trong nghệ thuật Barốc, chủ đề tiêu biểu là Đức Maria "người chiến thắng Xatan".
Tác phẩm "Truyền tin" của Fra Angelico (1395-1455) sáng tác trong khoảng thời gian từ 1438 đến 1445 được xem là một trong những tác phẩm nổi tiếng nhất của nghệ thuật Phục Hưng thời kỳ đầu. Trong thời Baroque, khi mà các giáo đường Công giáo ở châu Âu được xây dựng rầm rộ, do các tín điều về sự Thông công của Đức mẹ Maria trong công cuộc Cứu chuộc của Chúa đã được phổ cập rộng rãi, tranh về chủ đề "Truyền tin" xuất hiện nhiều hơn nữa, và được thể hiện như một sự kiện thánh thiêng - mang màu sắc thần thoại. Trong hội họa Rococo, tính chất Thánh thiêng mang màu sắc thần thoại đã có trong nghệ thuật Baroque càng được đẩy xa hơn nữa. Tác phẩm của Paolo de Matteis (1662-1728) là tác phẩm "Truyền tin" tiêu biểu của thời kỳ này.
Các nghệ sĩ lớn của Ý sáng tác về Đức Maria bao gồm: Fra Angelico, Donatello, Sandro Botticelli, Masaccio, Filippo Lippi, Piero di Cosimo Paolo Uccello Antonello da Messina Andrea Mantegna, Piero della Francesca và Carlo Crivelli. Các nghệ sĩ Hà Lan và Đức với tranh Thánh Mẫu như: Jean Bellegambe, Hieronymus Bosch, Petrus Christus, Gerard David (c.1455-1523), Hubert van Eyck, Jan van Eyck, Geertgen tot Sint Jans, Quentin Matsys, Roger van der Weyden, Albrecht Altdorfer, Hans Baldung và Albrecht Dürer. Các họa sĩ người Pháp và Tây Ban Nha như: Jean Fouquet, Jean Clouet, François Clouet, Barthélemy d'Eyck, Jean Hey, Bartolomé Bermejo, Ayne Bru, Juan de Flandes, Jaume Huguet, Paolo da San Leocadio.

## Hiện đại
Trong thời hiện đại, chủ đề về Maria được khai thác chủ yếu là "đấng trung gian ân sủng", chủ đề ấy các được ưa chuộc khi người ta liên kết Đức trinh nữ với những mạc khải đã được Hội thánh công nhận như Đức Mẹ La Salette, Đức Mẹ Lộ Đức và Đức Mẹ Fatima.
Bộ ba tác phẩm sáng tác năm 1990, của nữ họa sĩ người Nga Suvorova Olga (1966) được xem là tác phẩm "Truyền tin" tiêu biểu của kỷ nguyên hậu hiện đại.